# Кляхин, Эдуард Анатольевич
Эдуард Анатольевич Кляхин (28 мая 1932 — 18 апреля 1988) — советский борец классического стиля, призёр чемпионата СССР.

## Биография
Мастер спорта СССР по греко-римской борьбе (1956) и по вольной борьбе (1958).
Как борец классического стиля представлял Советскую Армию, как борец вольного стиля — общество «Динамо» (Запорожье).
Заслуженный тренер СССР.
Похоронен на Южном кладбище в Запорожье.

## Спортивные результаты
- Чемпионат СССР по классической борьбе 1952 года — ;

## Известные воспитанники
Рыбалко, Сергей Григорьевич (1938—1989) — чемпион и призёр чемпионатов СССР, призёр чемпионата Европы, чемпион и призёр чемпионатов мира, Заслуженный мастер спорта СССР.

## Память
В Запорожье проводится турнир памяти Эдуарда Кляхина.